# Residuos de disparo

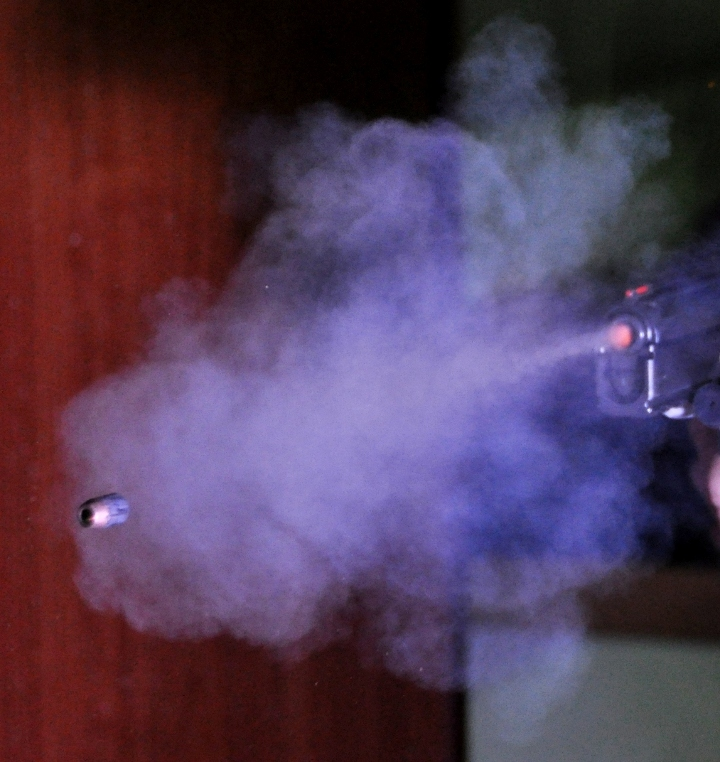
Nube de residuos generada por el disparo de una pistola CZ75

Los residuos de disparo o residuos GSR (del inglés gunshot residue) son los residuos depositados en las manos y la ropa de algún individuo que se encuentra en el entorno cercano a un punto geográfico donde se ha disparado o detonado un arma de fuego. Están compuestos principalmente por partículas de combustión producidas a partir del fulminante explosivo, los fragmentos de gas propulsor, de la bala, de la vaina del cartucho y del arma de fuego.
Los investigadores forenses analizan la ropa y la piel de las personas con potenciales residuos GSR para determinar si estaban cerca (o no) de un arma de fuego cuando esta se ha descargado. Los Residuos de disparo pueden viajar más de 1 metro respecto de la ubicación de la pistola disparada, y a medida que crece la distancia al punto de detonación del arma, decrece la probabilidad de encontrar Residuos de Disparo.

## Historia
En 1971 John Boehm presentó algunas micrografías de partículas GSR encontrados durante el examen de los orificios de entrada de bala utilizando un microscopio de Barrido Electrónico. Si el microscopio está equipado con un detector de espectroscopía de Energía Dispersiva de Rayos X, los elementos químicos presentes en dichas partículas, esencialmente Plomo (Pb), Antimonio (Sb) y Bario (Ba), pueden ser identificados.
En 1979 Wolten et al. propusieron una clasificación de Residuos GSR basada en la composición, la morfología y el tamaño. Inicialmente, se consideraban como partículas Características aquellas que presentaban las siguientes cuatro composiciones:
- Plomo, Antimonio y Bario.
- Bario, Calcio y Silicio.
- Antimonio.
- Bario.

Los autores proponían algunas reglas sobre los elementos químicos que pudieran estar presentes también en estas partículas.
Wallace y McQuillan publicaron una nueva clasificación de las partículas GSR en 1984. Ellos etiquetaron como partículas “únicas” aquellas que contenían simultáneamente Plomo, Antimonio y Bario, o que contenían Antimonio y Bario. Wallace y McQuillan también sostuvieron que estas partículas podrían contener solamente algunos elementos químicos.

## Clasificación actual
En la última Guía Estándar de la American Society for Testing Materials (ASTM, por sus siglas en inglés)  para el análisis de Residuos GSR por Microscopía de Barrido Electrónico/Espectrometría de Energía Dispersiva de Rayos X (SEM-EDS, por sus siglas en inglés) se definen las partículas Características de Residuos de Disparo como aquellas que contienen simultáneamente Plomo, Antimonio y Bario, además de otros elementos químicos tales como metales de transición presentes en partes componentes de la bala como ser el encamisado.  Adicionalmente, estas partículas deben tener una morfología del tipo esferoide y/o bordes redondeados, y su rugosidad debe ser lisa, o bien del tipo “piel de naranja”. En la misma norma también se definen las partículas Consistentes con la presencia de Residuos de Disparo como aquellas que presenten al menos uno o dos de los tres elementos químicos de las partículas Características (Pb, Sb y Ba), con el agregado de otros elementos químicos característicos del proceso. El método más preciso y confiable para determinar si una partícula es característico de o consistente con GSR es la técnica combinada SEM/EDS.
Específicamente, en la Norma de la ASTM se definen los siguientes tipos de partículas: 
- Las partículas definidas como Características de Residuos GSR tendrán la composición elemental PbSbBa (Pb: Plomo, Sb: Antimonio y Ba: Bario).
- Es común encontrar elementos adicionales incorporados en las partículas, tales como: Aluminio (Al), Silicio (Si), Fósforo (P), Azufre (S) (trazas), Cloro (Cl), Potasio (K), Calcio (Ca), Hierro (Fe) (trazas), Níquel (Ni), Cobre (Cu), Zinc Zn, Zirconio (Zr) y Estaño (Sn).
- Las partículas definidas como Consistentes con la presencia de Residuos GSR: son aquellas asociadas con la descarga de un disparo de arma de fuego, pero que también pueden provenir de otras fuentes no relacionadas con una deflagración de armas. Se consideran partículas Consistentes aquellas que necesariamente presenten uno o dos de los tres elementos químicos característicos de los residuos GSR (Plomo, Antimonio y/o Bario) y adicionalmente pueden presentar otros elementos químicos. Las partículas que se consideran Consistentes con la presencia de Residuos de Disparo presentan las siguientes combinaciones de elementos químicos: BaSiCa, BaAl, PbSb, SbBa, PbBa, Pb, Sb y Ba.

Para intentar determinar si los Residuos GSR encontrados en un dado lugar provienen o no de una determinada arma es necesario identificar las partículas Características y/o Consistentes de GSR encontradas en un dado lugar (por ejemplo manos de una víctima y/o victimario) y comparar el perfil elemental químico de estas partículas con las partículas recolectadas en elementos de origen de los casos específicos conocidos, tales como el arma recuperada, vainas de cartuchos o elementos relacionados con la víctima y/o victimario.  Los autores Romolo y Margot, denominan este tipo de estudio o enfoque como “caso por caso”. En 2010 Dalby et al. publicada la última revisión sobre el tema y llegó a la conclusión de que la adopción de la metodología “caso por caso” para el análisis de Residuos GSR es el más conveniente para casos de investigación forense.
En vistas determinar potenciales casos de “Falsos Positivos”, diferentes autores han analizado partículas de perfiles similares producidos a partir de fuentes extrañas. Tanto Mosher et al. (1998) como Grima et al. (2012) presentaron pruebas de partículas producidas en detonaciones pirotécnicas que se pueden identificar por error como GSR. Ambas publicaciones destacan que ciertas características de partículas pertenecientes a la población general de partículas recogidas en el lugar del hecho pueden orientar a los expertos en la correcta discriminación de partículas Características y/o Consistentes de GSR con las partículas producidas en la detonación de los fuegos artificiales.
Actualmente se considera que el análisis de partículas por Microscopía de Barrido Electrónico equipado con un detector de Espectroscopía de Energía Dispersiva de Rayos X es la herramienta forense más potente que los investigadores pueden utilizar para determinar si un sujeto estuvo próximo a un arma de fuego que se ha detonado, o en contacto con una superficie expuesta a los Residuos GSR (arma de fuego, vaina del cartucho, etc). La exactitud de la prueba requiere procedimientos que eviten la transferencia de residuos de disparo no involucrados en el hecho en cuestión de los agentes de policía en sujetos o elementos que deban controlarse, y evitar que la contaminación en el laboratorio.
El método de análisis de muestras de GSR utilizando la microscopia MEB/EDS es utilizado por la comunidad científica desde hace aproximadamente 40 años. Esta metodología tiene la virtud de determinar tanto la forma como la composición química de las partículas de GSR sin dañar la muestra analizada, lo que contrasta con los métodos de muestreo a granel, tales como la Espectrometría de Absorción Atómica, el Análisis de Activación Neutrónica o el plasma acoplado inductivamente con Espectrometría de Masa, donde el material muestreado es disuelto o extraído antes de la determinación de la concentración total de elementos, sacrificando la información morfológica y la identificación individual de partículas. En particular, la técnica de Absorción Atómica se basa en la separación atómica de las partículas de GSR en sus componentes atómicos (Pb, Sb y Ba) utilizando medios ácidos como por ejemplo ácido Nítrico (de fórmula química HNO3), esto produce la destrucción de la partícula perdiendo por ende su información morfológica. Una de las técnicas no destructivas utilizadas en el análisis de GSR, es la Espectrometría de Fluorescencia de Rayos X (XRF por sus siglas en inglés, X-ray fluorescence), la cual es una técnica de análisis que ha sido utilizada para análisis elemental de GSR. Sin embargo, a diferencia de la Microscopía MEB/EDS, XRF no provee información morfológica y es incapaz de identificar partículas GSR de manera individual.
Los dos principales grupos de especialistas activos actualmente en el análisis de residuos de disparo son el Scientific Working Group for Gunshot Residue (SWGGSR) de USA, y el ENFSI EWG Firearms/GSR de Europa.

## Resultados
Un resultado positivo respecto de la presencia de Residuos GSR de análisis SEM-EDX puede significar muchas cosas, en general se indica que la persona muestreada cuyo resultado ha dado positivo, o estaba en la proximidad del arma de fuego detonada que ha producido dichos residuos, o bien a manipulado una pistola después que se ha disparado, o manipulado parte del entorno donde se ha realizado el disparo.
Un resultado negativo respecto del hallazgo de Residuos GSR puede significar que la persona muestreada no estaba lo suficientemente cerca del arma cuando esta se ha detonado, o puede significar que los Residuos GSR depositados en la persona se disiparon antes del levantamiento de la muestra. Los residuos GSR presentan la consistencia de la harina utilizada para cocinar, por lo que en general, se estima que solo queda en las manos de una persona viva en un intervalo de tiempo entre 4 y 6 horas. Además, si la persona se limpia las manos en cualquier superficie, incluso poniéndolos dentro y fuera de los bolsillos, puede transferir los Residuos de GSR de las manos a dicha superficie.

## Comparación de los Residuos GSR con la fuente de origen
Si la munición utilizada fue etiquetada específicamente de alguna manera por elementos químicos haciendo las veces de trazas, es posible conocer el cartucho usado para producir tales Residuos GSR. El análisis sobre la fuente de productora de tales residuos GSR puede basarse en el examen de las partículas que se encuentran en un sospechoso y la población de partículas que se encuentran en la víctima, en el arma de fuego o en el cartucho mediante el análisis combinado SEM/EDS, tal como lo sugiere la Guía Estándar ASTM. Christopher et al. han demostrado que otras técnicas analíticas avanzadas tales como el Análisis de Haces de Iones (IBA, por sus siglas en inglés), en combinación con la Microscopía de Barrido Electrónico, pueden ayudar a inferir acerca de la detección de la fuente generadora de las partículas de GSR.

## Determinación de la trayectoria descripta por un proyectil
Algunas de las técnicas de caracterización de muestras a escala micróscopica basada en el uso de la Microscopía SEM y de la Espectroscopía EDS son las técnicas de Análisis Químico Elemental y Comparación Química. Mediante el Análisis Químico Elemental se logra la caracterización química de la superficie bajo estudio, es decir, a partir de la medición del espectro de Energía Dispersiva de Rayos X de una determinada región superficial observada se obtiene cuantitativamente su composición química.
Luego de la detonación de un arma de fuego la trayectoria seguida por una bala suele desviarse debido al contacto de esta con “blancos” intermedios. Este hecho hace que, en general, algunos fragmentos de materiales que conforman los “blancos” queden adheridos a la bala. Del mismo modo, es de esperar que sobre las superficies impactadas queden restos del proyectil detonado. El intercambio y/o la transferencia de material entre el “blanco” y la bala se puede analizar mediante las técnicas de Microscopía SEM y de Espectrometría EDS. Los elementos constituyentes de la bala como ser la punta, la vaina, la cápsula, y/o la carga suelen ser detectados en el Microscopio SEM como un "fondo". El análisis químico comparativo realizado a partir de los espectros de Energía Dispersiva de Rayos X del material depositado en la superficie del proyectil con muestras “testigo” de dichos materiales involucrados puede ser utilizado para analizar la existencia o ausencia de transferencia de material.
El intercambio y/o transferencia de materiales involucrados en impactos de proyectiles sobre diferentes “objetivos” ha sido ampliamente estudiado por científicos forenses. Los autores del trabajo reportaron experimentos de proyectiles impactando sobre diferentes materiales tales como madera, vidrio, yeso, entre otros, bajo diferentes ángulos de incidencia para comprobar el principio criminalístico de intercambio y transferencia de materiales involucrados en el impacto de una bala sobre un “blanco” determinado.
La comunidad científica forense ha abordado ampliamente el estudio de la permanencia de restos de Residuos de Disparo en los “objetivos” impactados. Con el propósito de analizar la permanencia de restos de Residuos de Disparo en la superficie del “objetivo” impactado, los autores del trabajo realizaron un estudio de disparos efectuados sobre restos óseos vacunos sometidos a tratamientos térmicos posteriores a los impactos balísticos.